# Сан Ђилио
Сан Ђилио (итал. San Gillio) је насеље у Италији у округу Торино, региону Пијемонт.
Према процени из 2011. у насељу је живело 2631 становника. Насеље се налази на надморској висини од 322 м.

## Становништво
Према резултатима пописа становништва 2011. у општини је живело 3.023 становника.
| 1931. | 1936. | 1951. | 1961. | 1971. | 1981. | 1991. | 2001. | 2011. |
| ----- | ----- | ----- | ----- | ----- | ----- | ----- | ----- | ----- |
| 757   | 682   | 731   | 609   | 1.203 | 1.944 | 2.317 | 2.606 | 3.023 |